# رودخانه موپان
رودخانه موپان (به انگلیسی: Mopan River) رودخانهای است که در گواتمالا جریان دارد.